# Jongdungpho-ku
Jongdungpho-ku (hangul:  영등포구, handzsa: 永登浦區, RR: Yeongdeungpo-gu) Szöul 25 kerületének egyike. Ide tartozik a Joido (Yeouido)-sziget, a főváros pénzügyi központja.

## Tongok(Dongok)
- Jangphjong-tong (Yangpyeong-dong)  (양평동;  楊坪洞) (1, 2)
- Janghva-tong (Yanghwa-dong) (양화동;  楊花洞)
- Jongdungpho-tong (Yeongdeungpo-dong) (영등포동;  永登浦洞) (Jongdungpho-tong (Yeongdeungpo-dong); Jongdungphobon-tong (Yeongdeungpobon-dong), 영등포본동, 永登浦本洞)
- Joido-tong (Yeouido-dong) (여의도동;  汝矣島洞)
- Mulle-tong (Mullae-dong) (문래동;  文來洞) (1, 2)
- Singil-tong (Singil-dong)  (신길동;  新吉洞) (1–7)
- Tangszan-tong (Dangsan-dong) (당산동;  堂山洞) (1, 2)
- Terim-tong (Daerim-dong) (대림동;  大林洞) (1, 2, 3)
- Torim-tong (Dorim-dong) (도림동;  道林洞)

## Látnivalói
Itt található Dél-Korea legmagasabb épülete, a 63 City, a Time Square és az IFC Mall bevásárló központok, a KBS és az MBC televíziók székházai, valamint a koreai parlament épülete.